# Pavel Lungin
Pavel Lungin (rus. Па́вел Семёнович Лунги́н) - sovjetski i ruski filmski redatelj i scenarist, laureat festivala u Cannesu (1990.), narodni umjetnik Rusije (2008.).

## Filmografija

### Režija
- 1990. - Taksi-bljuz
- 1992. - Lunapark
- 1996. - Linija žizni
- 1995. - Po povodu Niccy, prodolženije (dokumentarni film); fr. À propos de Nice, la suite - epizoda "La Mer de toutes les Russies"
- 1999. - Svadba
- 2002. - Oligarh
- 2005. - Delo o 'Mjortvyh dušah' (televizijska serija)
- 2005. - Bednyje rodstvenniki
- 2006. - Otok
- 2007. - Vetka sireni
- 2009. - Car'
- 2012. - Dirižor

### Scenariji
- 1975. - Vsjo delo v brate
- 1978. - Konec imperatora tajgi
- 1981. - Vsjo naoborot
- 1983. - Nepobedimyj
- 1986. - Poputčik
- 1987. - Hristiane
- 1990. - Taksi-bljuz
- 1992. - Lunapark
- 1992. - Vostočnyj roman
- 1996. - Linija žizni
- 2002. - Lisa Alisa
- 2002. - Oligarh
- 2005. - Delo o 'Mjortvyh dušah'
- 2012. - Dirižor

### Filmska produkcija
- 2005. - Delo o 'Mjortvyh dušah'
- 2006. - Otok
- 2007. - Žestokost'
- 2008. - Rozygryš
- 2009. - Car'
- 2012. - Konvoj
- 2012. - Dirižor